# Armando Lambruschini
Armando Lambruschini (* 15. Juni 1924; † 15. August 2004) war ein argentinischer Admiral und Mitglied der argentinischen Militärdiktatur (1976–1983).

## Leben
Lambruschini trat 1942 in die Marine ein und machte eine militärische Karriere. 1975 wurde er Vizeadmiral. Er unterstützte den Putsch gegen Isabel Perón am 24. März 1976 und war hochrangiger Militär, unter anderem 1978 am Beagle-Konflikt mit Chile beteiligt.
Im August 1978 wurde eine seiner Töchter (15-jährig) durch ein von der Guerillaorganisation Montoneros verübtes Bombenattentat getötet.
Kurz darauf, am 15. September 1978, trat er an Stelle von Emilio Massera als Oberbefehlshaber der Marine in die zweite Junta unter Roberto Viola ein. Er blieb bis September 1981 in dieser Position. Während der Militärdiktatur verübte das Regime Verbrechen gegen die Menschlichkeit, der schätzungsweise 30.000 Personen zum Opfer fielen.
1985 wurde er im Zuge der Prozesse gegen ehemalige Mitglieder der Militärjunta wegen illegaler Freiheitsberaubung in 35 Fällen und Folter in 10 Fällen zu 8 Jahren Gefängnis verurteilt. Wie andere Verurteilte jener Prozesse wurde er durch eine Generalamnestie, die 1990 durch den Präsidenten Carlos Menem erlassen wurde, begnadigt. 1997 verurteilte ihn ein italienisches Gericht in Abwesenheit wegen Verbrechen an italienischen Staatsbürgern. 2003 wurde er unter dem Vorwurf von Verbrechen gegen die Menschlichkeit erneut angeklagt, jedoch wegen seines hohen Alters nur unter Hausarrest gestellt und nicht in Gefängnishaft genommen. 2003 ersuchte der spanische Richter Baltasar Garzón um seine Auslieferung wegen Verbrechen an spanischen Staatsbürgern.
Er starb am 15. August 2004 in Freiheit lebend.